# 야청도의성
“야청도의성”(夜聽擣衣聲)은 발해의 장수 양태사가 지은 한시이다.

## 개요
759년, 일본에 사신으로 파견된 그는 송별연에서 가을밤 귀국에 대한 생각을 하고 있을 때 이웃에서 한 여인이 다듬이질하는 소리가 들렸다며 시를 지어 읊었다고 한다. 그의 시는 일본의 한시집 게이코쿠슈(經國集)에 기록되어있다.

“가을 달빛 비치고 은하수 밝은 밤에(客子思歸別有情)

나그네는 돌아갈 생각에 감회가 애틋하네(客子思歸別有情)

긴 밤을 앉았노라니 수심에 애타는데(厭坐長宵愁慾死)

문득 이웃 아낙의 다듬이 소리 들리네(忽聞隣女擣衣聲)

끊어질 듯 이어지며 바람결에 소리 실려 오는데(聲來斷續因風至)

밤 깊어 별이 지도록 잠시도 그침이 없네(聲來斷續因風至)

고국을 떠나온 뒤 듣지를 못했는데(自從別國不相聞)

지금 타향에서 같은 소릴 듣네(今在他鄕聽相似)”

다듬이질은 일본에는 없는 풍속이기에 그의 고향에 대한 그리움을 느낄 수 있는 시이며, 현재 남겨진 발해의 시 중에서는 제일 긴 시이다.